# Nazionale maschile di calcio della Bosnia ed Erzegovina
La nazionale di calcio della Bosnia ed Erzegovina (in bosniaco, croato e serbo Nogometna reprezentacija Bosne i Hercegovine, in bosniaco e serbo Ногометна репрезентација Босне и Херцеговине?) è la rappresentativa calcistica della Bosnia ed Erzegovina ed è posta sotto l'egida della Federazione calcistica bosniaca.
Nata dopo la dissoluzione della Jugoslavia, esordì in gare riconosciute dalla FIFA nel 1995. Conta una partecipazione alla fase finale della Coppa del mondo, a Brasile 2014, quando uscì al primo turno. In cinque occasioni è giunta a disputare le gare di spareggio per la qualificazione al mondiale e all'europeo, uscendo sconfitta dai play-off per il campionato del mondo 2010, il campionato d'Europa 2012, il campionato d'Europa 2016 e il campionato d'Europa 2020.
Nel ranking FIFA, istituito nell'agosto 1993, vanta quale miglior piazzamento il 13º posto dell'agosto 2013, mentre il peggior piazzamento della Bosnia è il 173º posto del settembre 1996. Occupa attualmente la 74ª posizione della graduatoria.
Negli ultimi decenni, la Nazionale bosniaca vanta diversi giocatori di livelli molto alti. Tra questi abbiamo l’ex attaccante dell'Inter, nonché capitano della Nazionale, Edin Džeko, il centrocampista Miralem Pjanić e l'ex centrocampista della Lazio Senad Lulić, ritiratosi dalla Nazionale nel 2017.
È l'unica nazionale del mondo ad essersi qualificata ad un mondiale ma mai al proprio torneo continentale.

## Storia

### Esordi
Dal 1920 al 1992 la nazionale bosniaca non esisteva in quanto era attiva la nazionale jugoslava.
Dopo la proclamazione d'indipendenza dello stato bosniaco, nel marzo 1993 la prima selezione bosniaca, capitanata da Blaž Slišković, giocò delle partite organizzate a scopi benefici in trasferta contro Genk e Kaiserslautern. Il 6 giugno 1993 la prima nazionale bosniaca, guidata da Fuad Muzurović e composta essenzialmente da calciatori del Sarajevo, disputò allo stadio Azadi di Teheran contro l'Iran il suo primo incontro con un'altra nazionale, imponendosi per 3-1.
Il 22 luglio 1995 i bosniaci giocarono in casa del Fortuna Düsseldorf un altro incontro a scopo benefico, organizzato su iniziativa di due bosniaci del Fortuna, l'allenatore Aleksandar Ristić e l'allenatore dei portieri Enver Marić. Haris Škoro segnò due gol nella gara pareggiata per 2-2. L'esordio ufficiale della Bosnia ed Erzegovina, riconosciuto dalla FIFA, avvenne a Tirana solo il 30 novembre 1995, in amichevole contro l'Albania, vittoriosa per 2-0. Questi gli undici schierati da Fuad Muzurović per l'incontro con gli albanesi: Ismir Pintol, Vedin Musić, Ibrahim Duro, Muhamed Konjić, Senad Begić, Nedžad Fazlagić, Esmir Džafić, Enes Demirović, Husref Musemić, Asim Hrnjić, Almir Turković.
La squadra non poté prendere parte alle eliminatorie del campionato del mondo 1994 dato che la federcalcio locale divenne membro della FIFA non prima del luglio 1996. L'affiliazione alla UEFA avvenne nel 1998 a Dublino, per cui la squadra bosniaca non poté partecipare neanche alle eliminatorie del campionato d'Europa 1996. Il 6 novembre 1996 la Bosnia ed Erzegovina colse la sua prima vittoria dopo l'affiliazione alla FIFA, imponendosi per 2-1 in un'amichevole di prestigio allo stadio Koševo di Sarajevo contro l'Italia di Arrigo Sacchi, che all'epoca era vice-campione del mondo (gol di Hasan Salihamidžić ed Elvir Bolić). Si trattò del primo successo nella storia della nazionale, giunta a disputare in quell'occasione la quinta partita. L'Italia, che dopo quella sconfitta esonerò il commissario tecnico Sacchi, era all'epoca quinta nella classifica mondiale della FIFA, mentre la Bosnia ed Erzegovina era centosettantesima.

### Ingresso nella UEFA e miraggio mondiale ed europeo
Ammessa a partecipare alle eliminatorie dei campionati europei e mondiali da Francia '98 in avanti, la Bosnia mancò le successive qualificazioni a mondiali ed europei, non cogliendo risultati di rilievo per oltre un decennio.
Nelle eliminatorie del campionato mondiale del 1998 fu inserita in un girone con Grecia, Danimarca, Croazia e Slovenia. Il 1º settembre 1996 la Bosnia allenata da Fuad Muzurović e capitanata da Mehmed Baždarević esordì in partite ufficiali UEFA perdendo per 3-0 in Grecia. Concluse poi il cammino al quarto posto nel girone, con 3 vittorie (due con la Slovenia e una per 3-0 in casa contro la Danimarca). La Croazia avrebbe poi conseguito il terzo posto al mondiale di Francia, mentre la Danimarca sarebbe stata eliminata ai quarti di finale del torneo.
Sotto la guida di Mišo Smajlović la Bosnia mancò poi la qualificazione al campionato d'Europa 2000. Nelle eliminatorie ottenne solo tre vittorie in dieci partite giocate. I tre successi arrivarono contro Fær Øer e Lituania in casa e contro l'Estonia in trasferta, mentre nelle altre partite arrivarono cinque sconfitte (due contro la Rep. Ceca, due contro la Scozia, una in trasferta contro la Lituania) e due pareggi (uno in casa contro l'Estonia e uno in casa delle Isole Fær Øer). La squadra chiuse al terzo posto, a sette punti dalla Scozia seconda e a pari punti con Lituania ed Estonia, ma in vantaggio negli scontri diretti contro le nazionali baltiche.
Il 25 aprile 2000 la Bosnia ed Erzegovina giocò contro una rappresentativa denominata FIFA World Stars una partita benefica di fronte a 25.000 spettatori allo stadio Koševo di Sarajevo, per raccogliere fondi per gli orfani di guerra bosniaci. L'incontro si concluse con la vittoria delle World Stars con gol di Roberto Baggio su calcio di rigore. Nella squadra della FIFA figuravano anche Dunga e Ali Daei.

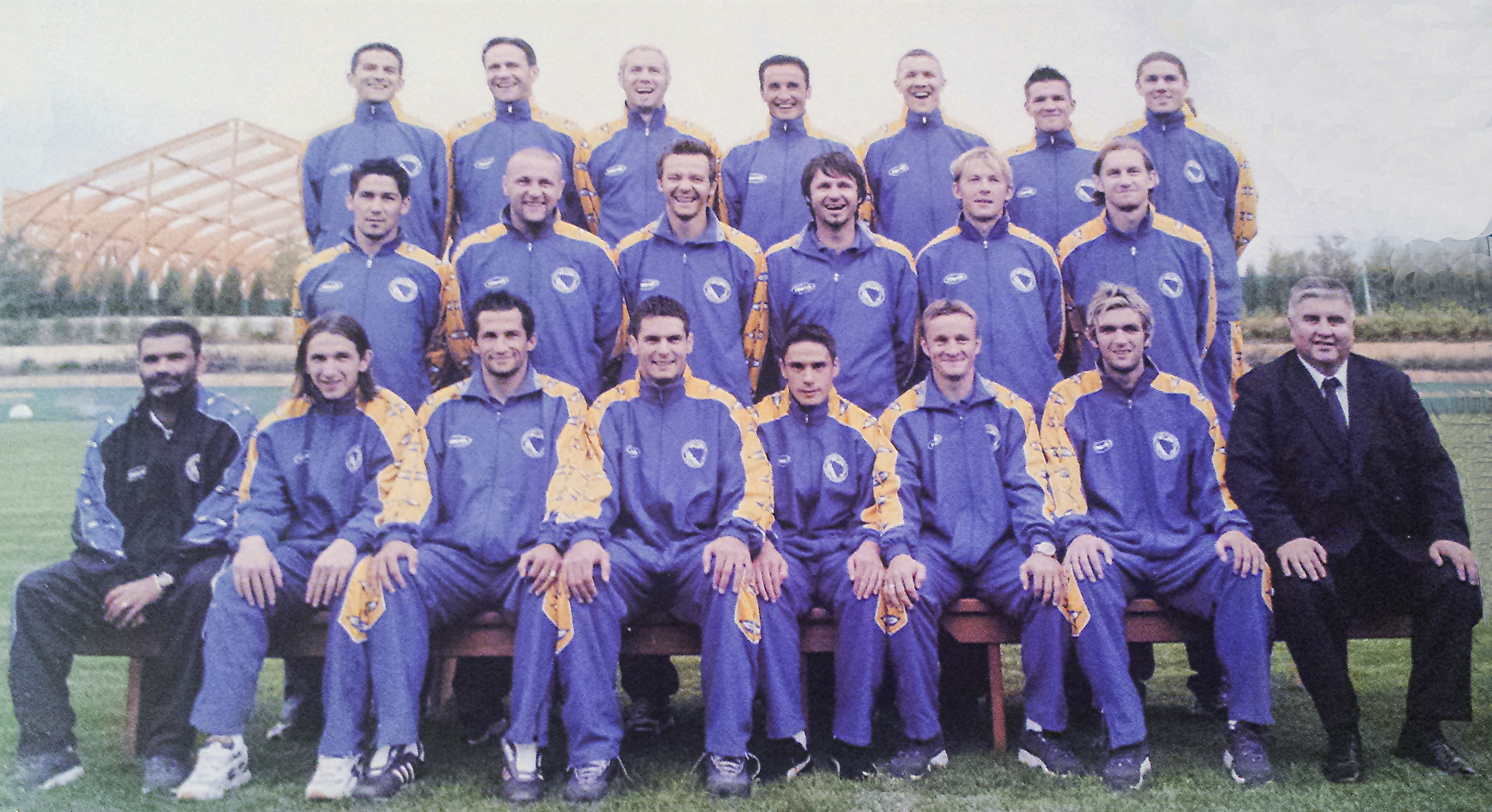
La nazionale bosniaca nel 2002

Nelle qualificazioni al campionato del mondo 2002 la Bosnia si piazzò quarta nel proprio girone eliminatorio, dietro Spagna, Austria e Israele e davanti al modesto Liechtenstein, con un bilancio di due sole vittorie, ottenute contro il Liechtenstein, due pareggi e quattro sconfitte. Nel marzo 2002 a Mišo Smajlović subentrò dunque Blaž Slišković.
La campagna di qualificazione al campionato d'Europa 2004 vide la Bosnia compiere dei progressi notevoli. Malgrado un inizio negativo, infatti, la squadra ebbe financo l'occasione di chiudere il girone al primo posto nel caso di vittoria all'ultima giornata. Dopo aver cominciato il percorso con due sconfitte (in casa contro la Romania e a Oslo contro la Norvegia), gli uomini di Blaž Slišković inaugurarono il 2003 con una vittoria casalinga sul Lussemburgo e batterono la Danimarca per 0-2 a Copenaghen. La Romania, tuttavia, si rivelò un ostacolo insormontabile e i bosniaci capitolarono per 2-0 a Craiova. Nel settembre 2003, grazie ad un gol di Zlatan Bajramović all'87º minuto di gioco, la Bosnia sconfisse la Norvegia a Zenica, per poi battere il Lussemburgo nella gara successiva, salendo così al terzo posto in classifica con 12 punti. A Sarajevo, contro la Danimarca, ebbe la possibilità di concludere il girone in vetta con una vittoria, ma la partita terminò 1-1 e i bosniaci chiusero quarti.

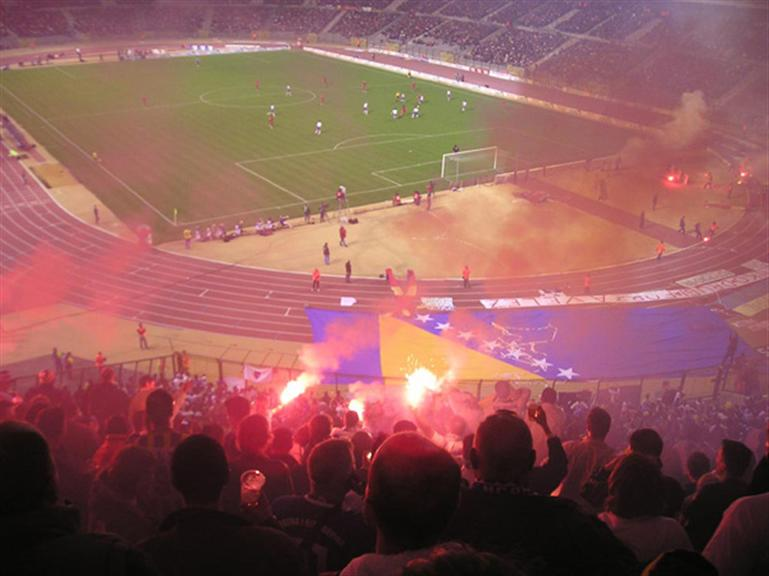
I tifosi bosniaci a Bruxelles assistono al match contro il Belgio valevole per le qualificazioni al campionato mondiale del 2006

Nelle eliminatorie del campionato del mondo 2006 la qualificazione ai play-off fu mancata per quattro punti. Sorteggiati nel girone con Spagna, Belgio, Serbia e Montenegro, Lituania e San Marino, i bosniaci ottennero due pareggi contro gli spagnoli (contro i quali allo stadio di Mestalla di Valencia si portarono in vantaggio al 39º minuto grazie a Zvjezdan Misimović, ma subirono il pari al 96º minuto, quando erano ridotti in nove per via di due espulsioni), una vittoria e una sconfitta contro i belgi, un pareggio e una sconfitta esterna contro i serbi, due vittorie contro i sammarinesi e una vittoria e un pareggio contro i lituani. Pur avendo chiuso il girone con l'imbattibilità casalinga, i bosniaci rimasero fuori dal mondiale a causa del terzo posto nel girone, a quattro punti dalla Spagna, a cinque dalla Serbia e quattro punti sopra il Belgio.
Nel girone di qualificazione al campionato d'Europa 2008 la Bosnia iniziò battendo per 5-2 in casa Malta, ma le sconfitte interne contro Ungheria e Grecia, unite al pari contro la Moldavia a Chișinău, provocarono la sostituzione di Blaž Slišković con Fuad Muzurović, ingaggiato ad interim. Inoltre tredici calciatori si rifiutarono di giocare per la nazionale, causando le dimissioni di quattro dirigenti della Federazione calcistica della Bosnia: Milan Jelić, Iljo Dominković, Sulejman Čolaković e Ahmet Pašalić.
In questo periodo Edin Džeko, Vedad Ibišević, Sejad Salihović, Senijad Ibričić e Boris Pandža, che con la Bosnia Under-21 avevano giocato i play-off del campionato europeo di categoria del 2007, iniziarono a giocare per la nazionale maggiore, che andò incontro ad un profondo rinnovamento e svecchiamento della rosa. Poco dopo la Bosnia sconfisse la Norvegia per 1-2 ad Oslo. Nell'agosto 2007 la nazionale giocò a Sarajevo un'amichevole contro la Croazia, persa per 3-5 (tripletta di Zlatan Muslimović). Dopo la partita con la Norvegia arrivarono due vittorie interne, una per 3-2 contro la Turchia e una di misura contro Malta. Edin Džeko ed Elvir Rahimić esordirono con la nazionale contro i turchi a Sarajevo. Nelle due successive partite giunsero due sconfitte contro Ungheria e Moldavia, seguite da altre disfatte contro Grecia, Norvegia e Turchia. La nazionale chiuse al quarto posto il girone.
Nel 2008 Meho Kodro assunse la conduzione tecnica subentrando a Fuad Muzurović, però venne sollevato dall'incarico in breve tempo per il suo rifiuto ad affrontare in amichevole Iran e Azerbaigian: tale licenziamento suscitò un generico disappunto nella tifoseria, tanto che alla gara contro gli azeri si presentarono appena un centinaio di sostenitori.

### L'ascesa della Bosnia (2009-2014)

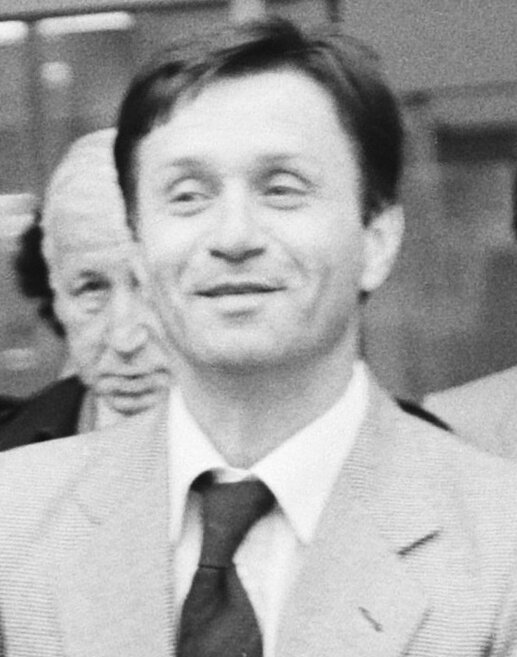
Miroslav Blažević condusse la Bosnia per la prima volta ai play-off per l'accesso ad un grande torneo continentale.

In panchina giunse quindi Miroslav Blažević, già selezionatore croato nella seconda metà degli anni 1990: i frutti del nuovo corso tecnico maturarono nell'immediato, con il secondo posto dietro la Spagna campione d'Europa nelle qualificazioni ai campionato mondiale del 2010 valso l'approdo ai play-off. Sconfitto col minimo scarto dal Portogallo in entrambi gli incontri, Blazević lasciò posto all'ex calciatore Safet Sušić nel dicembre 2009.
Ancora i lusitani risultarono fatali alle ambizioni slave nello spareggio per la partecipazione al campionato europeo del 2012, con una vittoria per 6-2 in quel di Lisbona facente seguito allo 0-0 di Zenica.
Ormai assurta a rivelazione calcistica del periodo — tanto da raggiungere l'ottavo posto nel ranking FIFA dell'agosto 2013 — la Bosnia vide i suoi progressi premiati dalla qualificazione diretta ai campionato mondiale del 2014, beneficiando di una miglior differenza reti a parità di punti con la Grecia: lo status di assoluta matricola in una rassegna iridata concorse all'inserimento in un "girone di ferro", per la contestuale presenza di Argentina e Nigeria, avversarie che decretarono l'eliminazione dei balcanici già dopo le prime due gare, che i bosniaci persero di misura. La vittoria bosniaca per 3-1 contro l'Iran nella giornata conclusiva contribuì poi al passaggio del turno degli africani, spegnendo nel contempo le residue speranze mediorientali.

### Nuova fase del calcio bosniaco (2015-oggi)

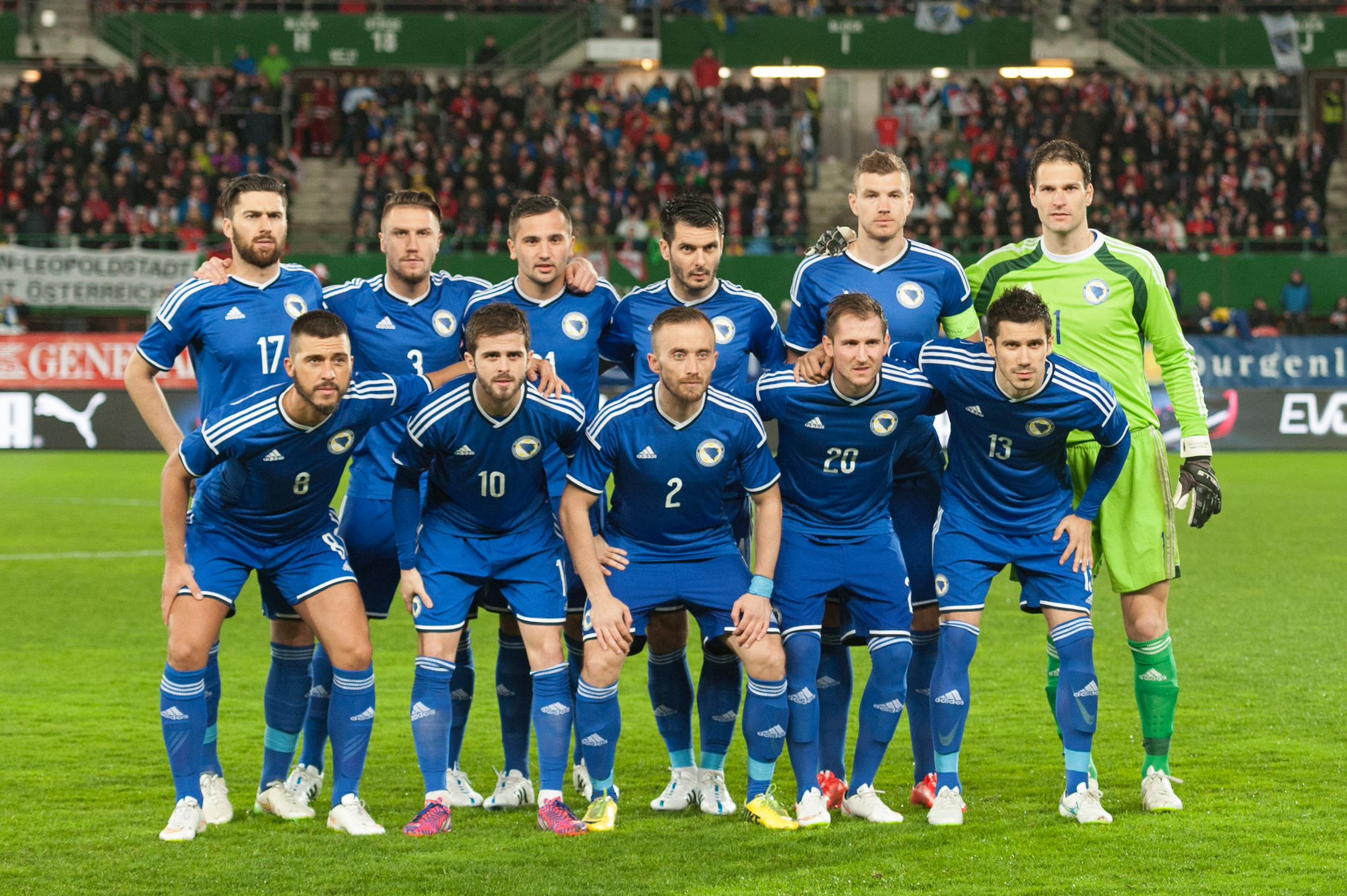
La formazione bosniaca che sfidò l' in amichevole il 31 marzo 2015.

Nel luglio 2014 Sušić, dopo essersi dimesso, tornò sui propri passi e rinnovò il contratto per altri due anni. Gli scarsi risultati ottenuti nelle prime quattro partite di qualificazione al campionato d'Europa 2016 causarono l'esonero dell'allenatore, all'indomani della sconfitta contro Israele. Il percorso verso il campionato europeo del 2016 vide i bosniaci sconfitti ancora una volta ai play-off, stavolta dall'Irlanda.
L'accesso al campionato del mondo 2018 fu mancato per soli due punti: il secondo posto nel girone andò alla Grecia, dato che alla formazione slava costò cara la sconfitta contro il Belgio (vincitore del gruppo), subita a Sarajevo nell'ottobre 2017.
Nel gennaio 2018 la panchina bosniaca fu affidata all'ex nazionale croato Robert Prosinečki. Inserita nel gruppo 3 della Lega B della UEFA Nations League 2018-2019, la Bosnia ottenne tre vittorie di fila contro la Irlanda del Nord a Belfast, contro l'Austria a Zenica e contro l'Irlanda del Nord a Sarajevo. Grazie al pareggio nella quarta partita in casa dell'Austria, nel novembre 2018 la squadra bosniaca conseguì la promozione nella Lega A del torneo. Malgrado l'ottima UEFA Nations League disputata (uno solo il gol concesso), le qualificazioni al campionato d'Europa 2020, al termine delle quali si chiuse la gestione Prosinečki, videro i bosniaci chiudere solo al quarto posto il girone eliminatorio dominato dall'Italia, ma accedere ai play-off in virtù della vittoria del girone di UEFA Nations League.
Nel dicembre 2019 il ruolo di c.t. passò a Dušan Bajević, che nella UEFA Nations League 2020-2021 affrontò Italia, Paesi Bassi e Polonia. Il nuovo allenatore esordì in UEFA Nations League il 4 settembre 2020 con un pari a Firenze contro gli azzurri, per poi essere sconfitto in casa dai polacchi. Dopo aver fallito la qualificazione al campionato d'Europa, a causa della sconfitta patita a Sarajevo per 4-3 contro l'Irlanda del Nord ai tiri di rigore (1-1 dopo i tempi supplementari) nel play-off dell'8 ottobre, la squadra bosniaca pareggiò a reti bianche in casa contro gli olandesi, ma tra ottobre e novembre conobbe quattro sconfitte di fila (compresa un'amichevole), chiudendo all'ultimo posto il girone di UEFA Nations League e retrocedendo così nella Lega B del torneo.
Nel gennaio 2021 la guida della nazionale passò al bulgaro Ivajlo Petev, primo c.t. della Bosnia-Erzegovina non originario dei paesi dell'ex Jugoslavia. La campagna di qualificazione al campionato del mondo 2022 si risolse in un fallimento, con i bosniaci relegati al quarto e penultimo posto del girone vinto dalla Francia, avendo ottenuto una sola vittoria in otto gare (peggiore rendimento di sempre nelle eliminatorie per la nazionale gialloblù). 
Occasione di riscatto fu rappresentata dalla UEFA Nations League 2022-2023, dove la Bosnia-Erzegovina, inserita in un girone di Lega B, riuscì a ottenere tre vittorie e due pareggi. Vincendo in casa contro il Montenegro alla penultima giornata di UEFA Nations League, i bosniaci si garantirono il primo posto nel raggruppamento e la conseguente promozione in Lega A, oltre a un posto negli spareggi di qualificazione a campionato d'Europa 2024. Nell'ultima gara della competizione, con una formazione sperimentale piena di giovani, subirono un'indolore sconfitta contro la Romania, ultima classificata nel raggruppamento. Pur avendo raccolto risultati positivi, Petev non si vide rinnovato il contratto alla scadenza, così lasciò la nazionale nel dicembre 2022. 
Nel gennaio 2023 il suo testimone fu raccolto da Faruk Hadžibegić, rimasto in carica per cinque mesi con risultati deludenti nelle qualificazioni all'europeo. Seguì la brevissima gestione di Meho Kodro, rimasto in carica per due partite prima dell'esonero. Gli successe il serbo Savo Milošević, che non riuscì a invertire la rotta: con un bilancio di tre vittorie in dieci partite totali i bosniaci si piazzarono quinti e penultimi nel girone vinto dal Portogallo. La vittoria del girone di UEFA Nations League consentì comunque alla squadra di competere per un posto a Germania 2024 negli spareggi, dove l'eliminazione giunse tuttavia già in semifinale per mano dell'Ucraina, vittoriosa per 2-1 in rimonta nelle semifinali.

## Partecipazioni ai tornei internazionali
Legenda: Grassetto: Risultato migliore, Corsivo: Mancate partecipazioni

## Statistiche dettagliate sui tornei internazionali

### Mondiali
| Anno | Luogo                    | Piazzamento      | V | N | P | Gol |
| ---- | ------------------------ | ---------------- | - | - | - | --- |
| 1994 | Stati Uniti              | Non partecipante | - | - | - | -   |
| 1998 | Francia                  | Non qualificata  | - | - | - | -   |
| 2002 | Corea del Sud / Giappone | Non qualificata  | - | - | - | -   |
| 2006 | Germania                 | Non qualificata  | - | - | - | -   |
| 2010 | Sudafrica                | Non qualificata  | - | - | - | -   |
| 2014 | Brasile                  | Primo turno      | 1 | 0 | 2 | 4:4 |
| 2018 | Russia                   | Non qualificata  | - | - | - | -   |
| 2022 | Qatar                    | Non qualificata  | - | - | - | -   |

### Europei
| Anno | Luogo                | Piazzamento      | V | N | P | Gol |
| ---- | -------------------- | ---------------- | - | - | - | --- |
| 1996 | Inghilterra          | Non partecipante | - | - | - | -   |
| 2000 | Belgio / Paesi Bassi | Non qualificata  | - | - | - | -   |
| 2004 | Portogallo           | Non qualificata  | - | - | - | -   |
| 2008 | Austria / Svizzera   | Non qualificata  | - | - | - | -   |
| 2012 | Polonia / Ucraina    | Non qualificata  | - | - | - | -   |
| 2016 | Francia              | Non qualificata  | - | - | - | -   |
| 2020 | Europa               | Non qualificata  | - | - | - | -   |
| 2024 | Germania             | Non qualificata  | - | - | - | -   |

### Confederations Cup
| Anno | Luogo                    | Piazzamento      | V | N | P | Gol |
| ---- | ------------------------ | ---------------- | - | - | - | --- |
| 1995 | Arabia Saudita           | Non partecipante | - | - | - | -   |
| 1997 | Arabia Saudita           | Non qualificata  | - | - | - | -   |
| 1999 | Messico                  | Non qualificata  | - | - | - | -   |
| 2001 | Corea del Sud / Giappone | Non qualificata  | - | - | - | -   |
| 2003 | Francia                  | Non qualificata  | - | - | - | -   |
| 2005 | Germania                 | Non qualificata  | - | - | - | -   |
| 2009 | Sudafrica                | Non qualificata  | - | - | - | -   |
| 2013 | Brasile                  | Non qualificata  | - | - | - | -   |
| 2017 | Russia                   | Non qualificata  | - | - | - | -   |

### Nations League
| Anno      | Luogo       | Piazzamento   | V | N | P | Gol  |
| --------- | ----------- | ------------- | - | - | - | ---- |
| 2018-2019 | Portogallo  | 1° in Lega B  | 3 | 1 | 0 | 5:1  |
| 2020-2021 | Italia      | 15° in Lega A | 0 | 2 | 4 | 3:11 |
| 2022-2023 | Paesi Bassi | 2° in Lega B  | 2 | 2 | 0 | 6:4  |

## Tutte le rose

### Mondiali
Coppa del Mondo FIFA 20141 Begović, 2 Vršajević, 3 Bičakčić, 4 Spahić, 5 Kolašinac, 6 Vranješ, 7 Bešić, 8 Pjanić, 9 Ibišević, 10 Misimović, 11 Džeko, 12 Fejzić, 13 Mujdža, 14 T.S. Sušić, 15 Šunjić, 16 Lulić, 17 Ibričić, 18 Medunjanin, 19 Višća, 20 Hajrović, 21 Hadžić, 22 Avdukić, 23 Salihović, CT: S. Sušić

## Rosa attuale
Lista dei giocatori convocati per la gara di qualificazione al campionato mondiale di calcio 2026 del 7 giugno e la gara amichevole del 10 giugno 2025.
Statistiche aggiornate al 10 giugno 2025, al termine della gara contro la Slovenia,
|  | P | Nikola Vasilj       | 2 dicembre 1995   | 18  | -34 | St. Pauli              |  |  |
|  | P | Martin Zlomislić    | 16 agosto 1998    | 1   | -1  | Rijeka                 |  |  |
|  | P | Osman Hadžikić      | 12 marzo 1996     | 0   | 0   | Velež Mostar           |  |  |
|  |   |                     |                   |     |     |                        |  |  |
|  | D | Ermin Bičakčić      | 24 gennaio 1990   | 43  | 3   | Eintracht Braunschweig |  |  |
|  | D | Amar Dedić          | 18 agosto 2002    | 20  | 1   | Olympique Marsiglia    |  |  |
|  | D | Adrian Leon Barišić | 19 luglio 2001    | 13  | 0   | Basilea                |  |  |
|  | D | Nikola Katić        | 10 ottobre 1996   | 9   | 0   | Plymouth               |  |  |
|  | D | Tarik Muharemović   | 28 febbraio 2003  | 6   | 1   | Sassuolo               |  |  |
|  | D | Nihad Mujakić       | 15 aprile 1998    | 6   | 0   | Partizan               |  |  |
|  | D | Arjan Malić         | 28 agosto 2005    | 4   | 0   | Sturm Graz             |  |  |
|  | D | Stjepan Radeljić    | 5 settembre 1997  | 3   | 0   | Rijeka                 |  |  |
|  | D | Nail Omerović       | 20 ottobre 2002   | 3   | 0   | Osijek                 |  |  |
|  |   |                     |                   |     |     |                        |  |  |
|  | C | Benjamin Tahirović  | 3 marzo 2003      | 18  | 0   | Brøndby                |  |  |
|  | C | Haris Hajradinović  | 18 febbraio 1994  | 15  | 2   | Kasımpaşa              |  |  |
|  | C | Armin Gigović       | 6 aprile 2002     | 12  | 1   | Holstein Kiel          |  |  |
|  | C | Dženis Burnić       | 22 maggio 1998    | 11  | 0   | Karlsruhe              |  |  |
|  | C | Dario Šarić         | 30 maggio 1997    | 10  | 0   | Cesena                 |  |  |
|  | C | Ivan Bašić          | 30 aprile 2002    | 8   | 0   | Orenburg               |  |  |
|  | C | Denis Huseinbašić   | 3 luglio 2001     | 7   | 0   | Colonia                |  |  |
|  | C | Ivan Šunjić         | 9 ottobre 1996    | 5   | 0   | Pafos                  |  |  |
|  |   |                     |                   |     |     |                        |  |  |
|  | A | Edin Džeko          | 17 marzo 1986     | 141 | 68  | Fenerbahçe             |  |  |
|  | A | Ermedin Demirović   | 25 marzo 1998     | 34  | 4   | Stoccarda              |  |  |
|  | A | Samed Baždar        | 31 gennaio 2004   | 6   | 0   | Real Saragozza         |  |  |
|  | A | Luka Kulenović      | 29 settembre 1999 | 3   | 0   | Heracles Almelo        |  |  |
|  | A | Amar Memić          | 20 gennaio 2000   | 3   | 0   | Viktoria Plzeň         |  |  |
|  | A | Enver Kulašin       | 11 settembre 2003 | 1   | 0   | Borac Banja Luka       |  |  |

## Record individuali
Record aggiornati al 6 giugno 2025.

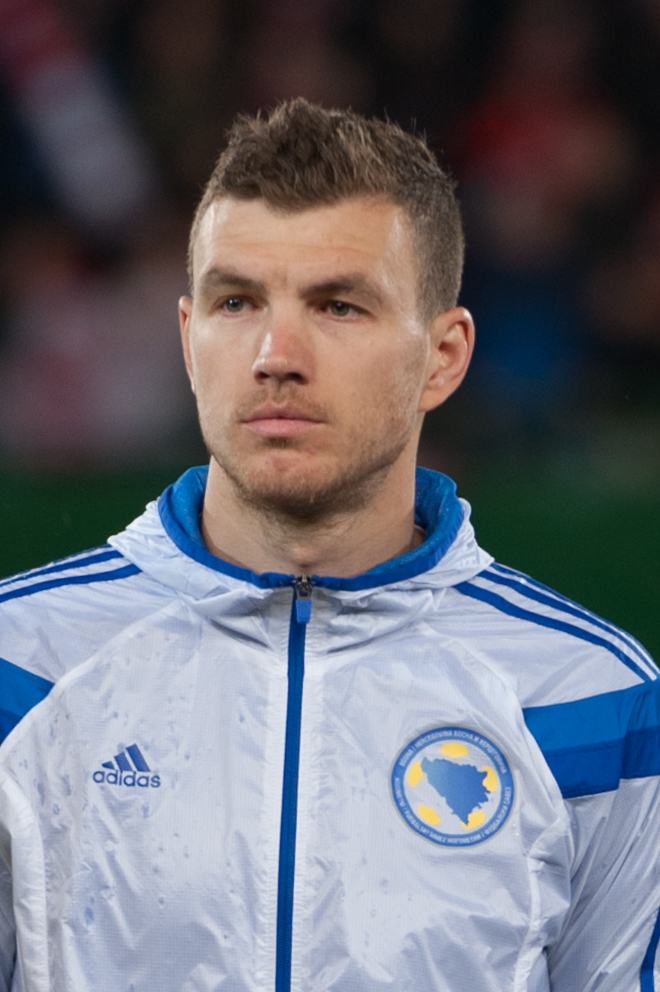
Edin Džeko, primatista di presenze e miglior marcatore di tutti i tempi della nazionale bosniaca.

- Il grassetto indica giocatori ancora in attività in Nazionale.

| Pos. | Giocatore          | Presenze | Reti | Periodo   |
| ---- | ------------------ | -------- | ---- | --------- |
| 1    | Edin Džeko         | 141      | 68   | 2007-     |
| 2    | Miralem Pjanić     | 115      | 18   | 2008-2024 |
| 3    | Emir Spahić        | 94       | 6    | 2003-2018 |
| 4    | Zvjezdan Misimović | 85       | 25   | 2004-2018 |
| 5    | Vedad Ibišević     | 83       | 28   | 2007-2018 |
| 6    | Asmir Begović      | 63       | 0    | 2009-2020 |
| 7    | Sead Kolašinac     | 62       | 0    | 2013-     |
| 8    | Haris Medunjanin   | 60       | 9    | 2009-2018 |
| 9    | Senad Lulić        | 57       | 4    | 2008-2017 |
| 10   | Ibrahim Šehić      | 55       | 0    | 2010-2024 |
| 10   | Edin Višća         | 55       | 10   | 2010-2020 |

| Pos. | Giocatore          | Reti | Presenze | Periodo   |
| ---- | ------------------ | ---- | -------- | --------- |
| 1    | Edin Džeko         | 68   | 141      | 2007-     |
| 2    | Vedad Ibišević     | 28   | 83       | 2007-2018 |
| 3    | Zvjezdan Misimović | 25   | 85       | 2004-2018 |
| 4    | Elvir Bolić        | 22   | 51       | 1996-2006 |
| 5    | Miralem Pjanić     | 18   | 115      | 2008-2024 |
| 6    | Sergej Barbarez    | 17   | 48       | 1998-2006 |
| 7    | Elvir Baljić       | 14   | 38       | 1996-2005 |
| 8    | Zlatan Muslimović  | 12   | 30       | 2006-2011 |
| 9    | Edin Višća         | 10   | 55       | 2010-2021 |
| 10   | Haris Medunjanin   | 9    | 60       | 2009-2018 |